# A-do-Longo
A-do-Longo era, em 1747, uma aldeia da freguesia de São João das Lampas, termo da vila de Sintra, Comarca de Alenquer, Patriarcado de Lisboa, na Província da Estremadura.